# Dulcy
Pour l’article homonyme, voir Dulcy (film, 1923).
Pour plus de détails, voir Fiche technique et Distribution.
Dulcy (Not So Dumb) est un film américain réalisé par King Vidor, sorti en 1930.

## Synopsis
Dulcy, la fiancée de Gordon, un jeune homme d'affaires, tente d'aider son futur mari à réussir dans les affaires. Mais si elle ne fait pas toujours ce qu'il faut au bon moment, elle n'est pas si bête.

## Fiche technique
- Titre original : Not So Dumb
- Titre français : Dulcy
- Réalisation : King Vidor, assisté de Harold S. Bucquet (non crédité)
- Scénario : Wanda Tuchock, d'après la pièce Dulcy de George S. Kaufman et Marc Connelly
- Dialogues : Edwin Justus Mayer
- Intertitres : Lucille Newmark
- Direction artistique : Cedric Gibbons
- Costumes : Adrian
- Photographie : Oliver Marsh
- Son : Douglas Shearer, Fred R. Morgan
- Montage : Blanche Sewell
- Production : Marion Davies, King Vidor
- Société de production : Metro-Goldwyn-Mayer Corporation
- Société de distribution : Metro-Goldwyn-Mayer Distributing Corporation
- Pays d’origine :  États-Unis
- Langue originale : anglais
- Format : Noir et blanc - 35 mm - 1,20:1 - Son Mono (Western Electric System)
- Genre : Comédie
- Durée : 75 minutes
- Dates de sortie :
  - États-Unis : 17 janvier 1930

## Distribution
- Marion Davies : Dulcinea « Dulcy » Parker
- Elliott Nugent : Gordon « Gordy » Smith
- Raymond Hackett : Bill « Willie » Parker
- Franklin Pangborn : Vincent Leach
- Julia Faye : Eleanor Forbes
- William Holden : Charles Roger Forbes
- Donald Ogden Stewart : Skylar Van Dyke / Horace Patterson
- Sally Starr : Angela Forbes
- George Davis : Perkins, le maître d'hôtel
- Ruby Lafayette : Grand-mère